# هیل ۱۰۲۴
سیارک ۱۰۲۴ (به انگلیسی: 1024 Hale، نامگذاری:1923YO13) هزار و بیست و چهارمین سیارک کشف شده‌است که در ۲ دسامبر ۱۹۲۳ کشف شد.
قدر مطلق سیارک برابر ۱۰٫۶۰ است.